# Автошлях США 20
Автошлях США 20 (U.S. Route 20, U.S. Highway 20, US 20) — американський автомобільний шлях, шосе східно — західного напрямкуСистема номерних автомобільних доріг США, що простягається від Тихоокеанського північного заходу до Нової Англії. «0» у номері шляху вказує, що автошлях США 20 є маршрутом узбережжя-до-узбережжя, а також основним. Довжина у 5415 км робить його найдовшою дорогою у Сполучених Штатах. Його маршрут приблизно паралельний маршруту нової Interstate 90 (I-90), що, у свою чергу, є найдовшою міжштатною автомагістраллю у США. Існує розрив в офіційному позначенні США 20 через Єллоустонський національний парк ненумерованими дорогами, що використовувались для перетинання парку.
Автошлях США 20 та автошлях 30 порушують загальні правила нумерації автошляхів США в Орегоні, починаючи зі США 30, що починається на північніше автошляху США 20 у Асторії та проходить паралельно на півночі по всій території країни (річка Колумбія та міжтатна 84). Двоє йдуть паралельно до Колдвелл, Айдахо. Автошлях США 20 не був запланованим маршрутом узбережжя-до-узбережжя на той час як автошлях США 30. Автошлях США 20 спочатку закінчувався біля східного входу у Йеллоустонський парк й був продовжений далі лише 1940 року.
Східний кінець шосе розташовано в Бостоні, Массачусетс, на площі Кенмор, де він впирається у штатний автошлях 2. Його західний кінець розташовано у Ньюпорті, Орегон, на перехресті з автошляхом США 101 за 900 м від Тихого океану.

## Опис шляху
Шосе проходить через такі штати:

### Орегон

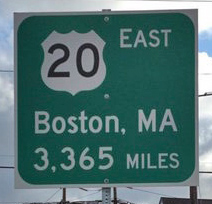
Підпис на західному початку у Ньюпорті, штат Орегон

- Автошлях США 20 починається на перехресті з автошляхом США 101 Ньюпорті (повіт Лінкольн) у 900 метрах від Тихого океану, місто Толідо у тому ж повіті і проходить на схід у напрямку Айдахо через береговий хребет Центрального орегонського узбережжя,
- у Вілламеттській долині у повтіт Бентон проходить університетське місто Корваліс та у повіті Линн — міста Олбані, Лібанон й Світ-Хом,
- піднімається Каскадними горами через перевал Сантьям, й у повіті Дещютс проходить через головне місто Центрального Орегону Бенд,
- задіває північний східний кут повіту Лейк,
- через Орегонську високу пустелю у повіті Харні проходить місто Бюрнс),
- у повіті Малер у Вейл автошлях США 20 сходиться з автошляхом США 26 й оба продовжуються до кордону Айдахо.

### Айдахо
- Автошлях США 20 заходить у Айдахо з Орегону у повіті Паєтт,
- у повіті Каньйон проходить Парму, де на недовгу відстань йде разом з автошляхом США 95; проходить Колдвелл,
- у повіті Ада автошляхи США 20 й 26 проходять головне місто Айдахо Бойсі й приєднуються до I-84 та автошляху США 30,
- згодом всі чотири шосе проходять у повіті Елмор місто Маунтен-Хом, після чого бере уліво й піднімається на гору Кет-Крік-Самміт на 1685 метри,
- у повіті Камас проходить Феєрфілд),
- у повіті Блейн проходить містечка Сан-Валлі, Галіна-Самміт, Стенлі, Пікабо та Кері,
- потім проходить національний парк «Кратери Місяця»,
- у повіті Б'ютт проходить містечко Арко,
- автошлях США 20 піднімається у долину Біг-Лост-Рівер. проходить через Національну лабораторію Айдахо,
- перед Атомік-Сіті автошлях США 20 відділяється уліво від автошляху США 26 (йде до Блекфута),
- проходить на півночі повіту Бінхам,
- у повіті Бонневілл йде через Айдахо-Фоллс,
- у повіті Джефферсон проходить Рігбі,
- у повіті Медісон обминає зліва Рексбург,
- у повіті Фремонт йде через громади Сент-Ентоні, Ештон та Айленд-Парк, перетинає континентальний водорозділ на перевалі у 2156 метри й входить у Монтану.

### Монтана
У штаті Монтана автошлях США 20 проходить лише 16 км у повіті Галлатін, проходить місто Вест-Єллоустоун й входить у Єллоустоунський національний парк у Вайомінгу з заходу.

### Вайомінг
Східна частина автошляху США 20 перетинає штат Вайомінг з північного заходу на південний схід.
- У Єллоустоунському національному парку автошлях проходить громади Медісон, Вест-Тамб, Лейк-Вілладж,
- від східного входу у Єлостоунського національного парку разом із західними кінцями автошляхів США 14 й 16,
- автошлях США 14, 16 й 20 перетинають повіт Парк й проходять містечко Коді,
- у повіті Бігхорн у Грейбуллі автошлях США 14 відходе на схід; автошляхи США 16 й 20 проходять Бейсін,
- у повіті Вошейкі автошлях США 16 відходить на схід у Ворленді,
- у повіті Хот-Спрінгс автошлях США 20 проходить місто Термополіс й Вінд-Рівер-Каньйон,
- у повіті Фремонт у місті Шошоні до автошляху США 20 долучається автошлях США 26,
- у повіті Натрона у місті Каспер вони приєднується до автошляху США 87,
- у повіті Конверс ці чотири шляхи проходять місто Даглас й у Оріні автошлях США 20 звертає на схід,
- у повіті Найобрара автошлях США 20 проходить Ласк й полишає Вайомінг до Небраски.

### Небраска
У штаті Небраска, автошлях США 20 проходить:
- повіт Су місто Харрісон,
- повіт Дейвс міста Кроуфорд, Чадрон (перетинається з автошляхом США 385),
- повіт Шерідан місто Рашвілл,
- повіт Черрі місто Валентайн (перетинається з автошляхом США 83),
- повіт Рок міста Айнсворт й Бассетт,
- повіт Холт місто О'Нейл (перетинається автошляхами США 275 й 281),
- повіти Антілоп,
- повіт Пірс (місто Осмонд),
- повіт Сідар міста Рандолф й Лаурел,
- повіт Діксон, де перетинається з автошляхом США 81,
- повіт Дакота місто Саут-Су-Сіті, де перетинається з автошляхами США 75 й 77.

### Айова

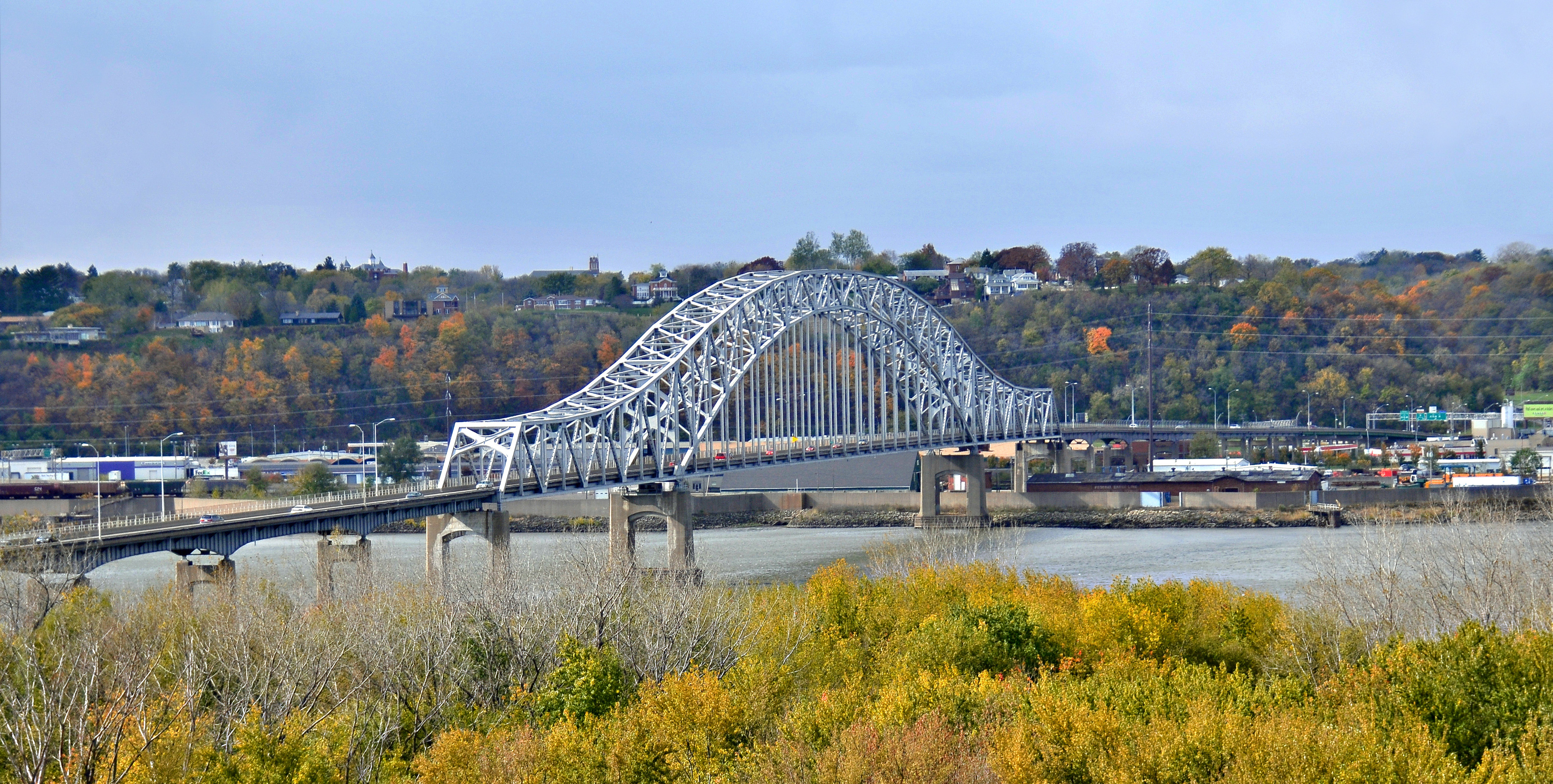
Автошлях США 20 перетинає річку Міссісіпі, що з'єднує Дюб'юк у Айові та Іст-Дубюк, у Ілліної

У Айові автошлях 20 проходить міста Су-Сіті й Сідар-Фолс,

### Іллінойс
В Ілліної автошлях 20 проходить міста Фріпорт, Рокфорд, Чикаго.

### Індіана

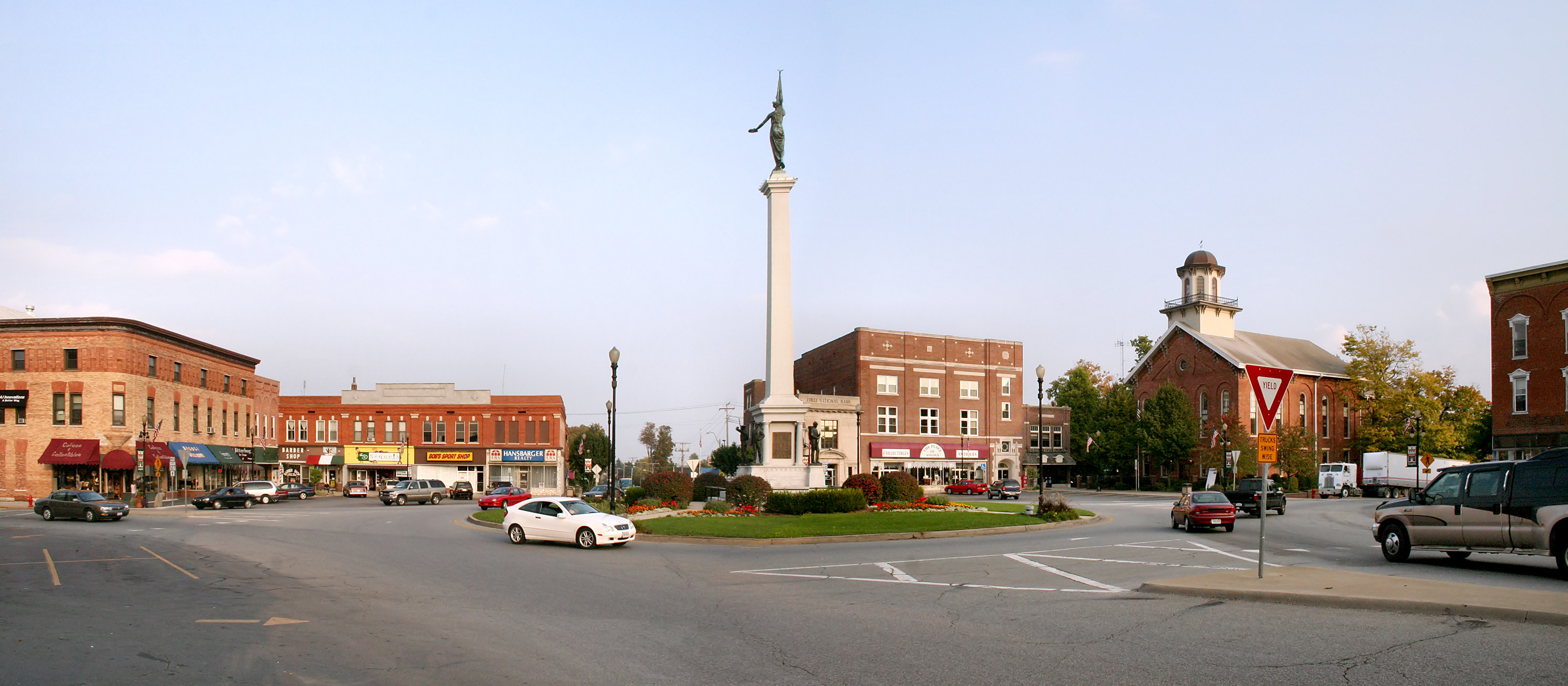
Дивлячись на захід від автошляху США 20, як він перетинається зі штатною дорогою 127 у колі руху транспорту у Анголі, Індіана

З Гері до Саут-Бенду, автошлях США 20 побудований як розвантаження шосе дюн. Протягом 1930-х та 40-х років шосе Дюн (автошлях США 12), ставало сильно переповненим, оскільки житлові будинки та громади розвивалися у дюнах Індіани. Сьогодні по США є численні громади вздовж автошляху США 20 й на березі озера, включаючи Гері, Портадж, Бюрнс-Харбор, Портер, Честертон, Пайнс та Мічиган-Сіті.

### Огайо

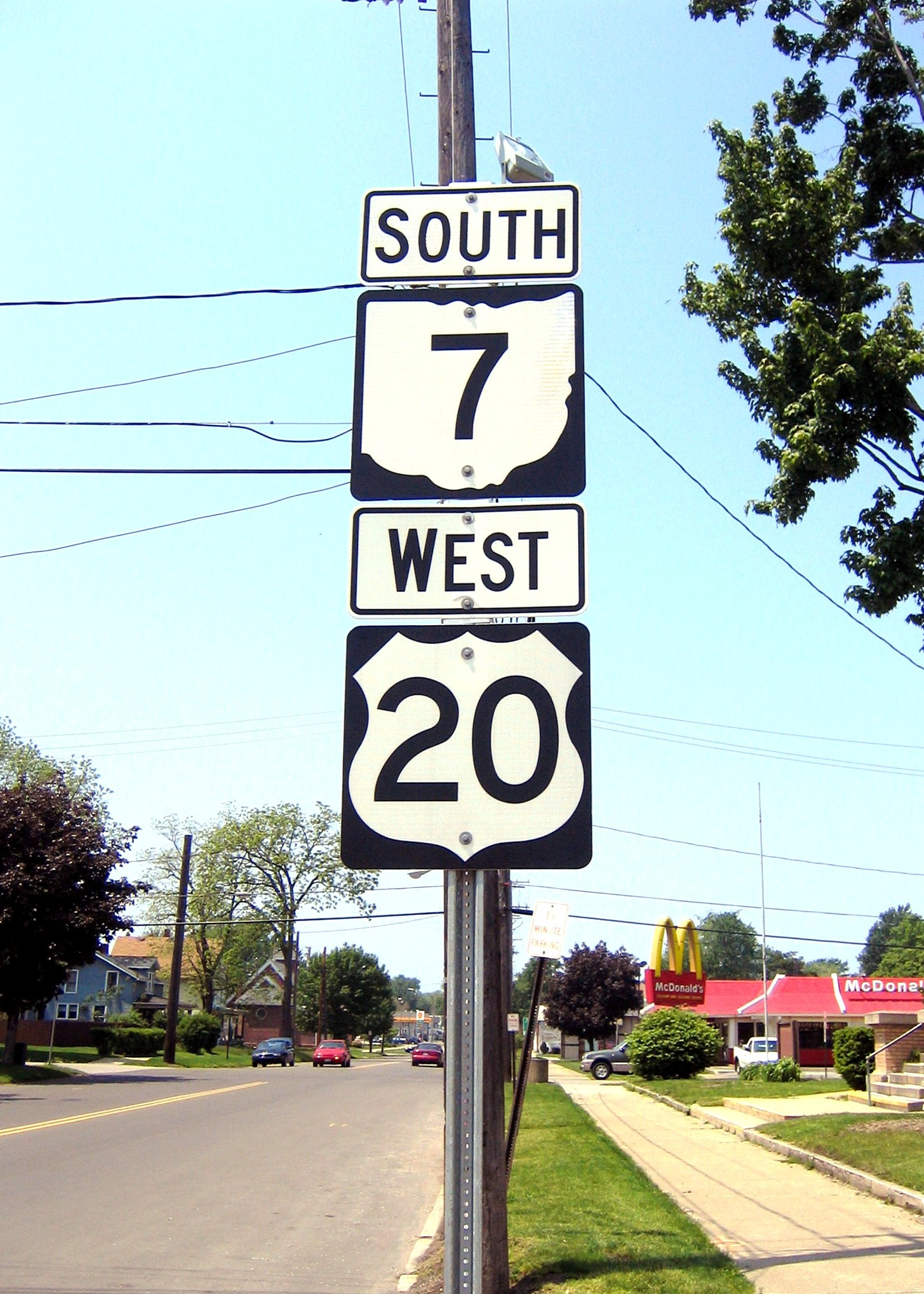
Вказівник автошляху США 20 разом зі знаком для штатного шляху 7 в Конніаут, Огайо

У Огайо автошлях 20 проходить містами Толідо, Оберлін, Лейквуд, Клівленд, Ментор, Медісон.

### Пенсільванія

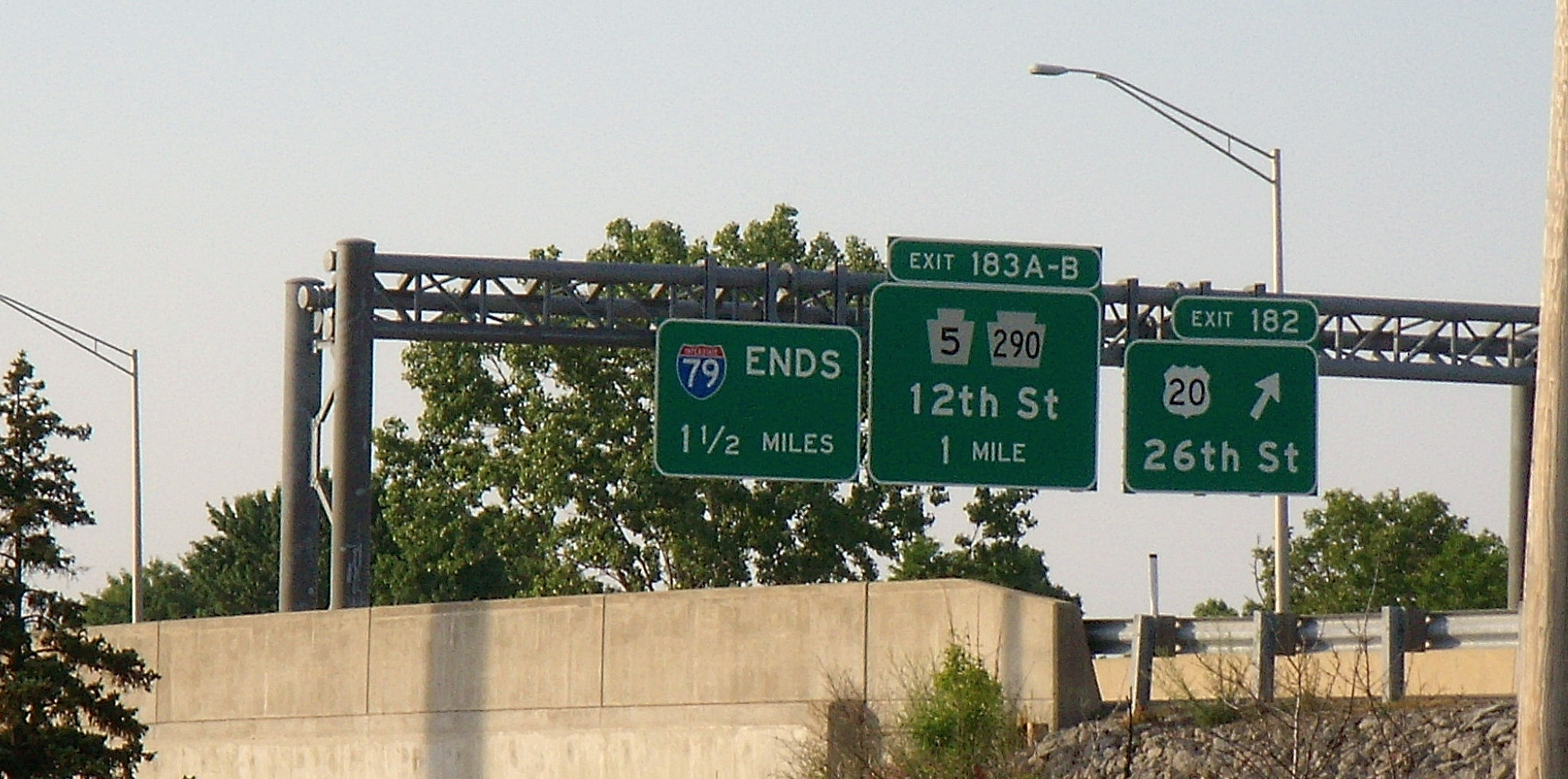
I-79 й автошлях США 20 (вихід 182) в Ірі, Пенсільванія

У Пенсільванії автошлях 20 проходить повітом Ірі й містоІрі,

### Нью-Йорк

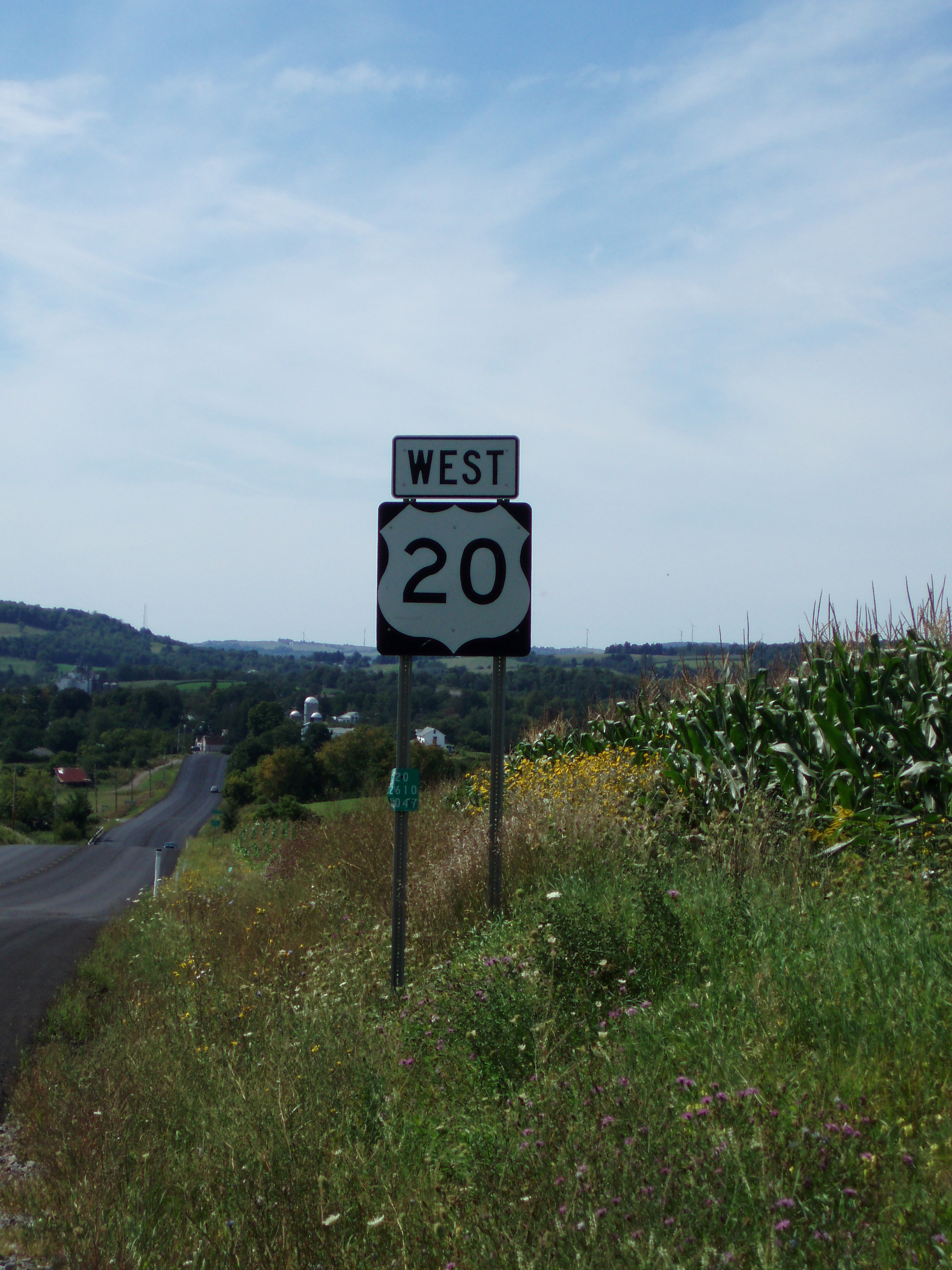
Вказівник автошляху США 20, на схід від Сангерфілда, Нью-Йорк

У штаті Нью-Йорк автошлях США 20 проходить через міста Обурн й Олбані.

### Массачусетс

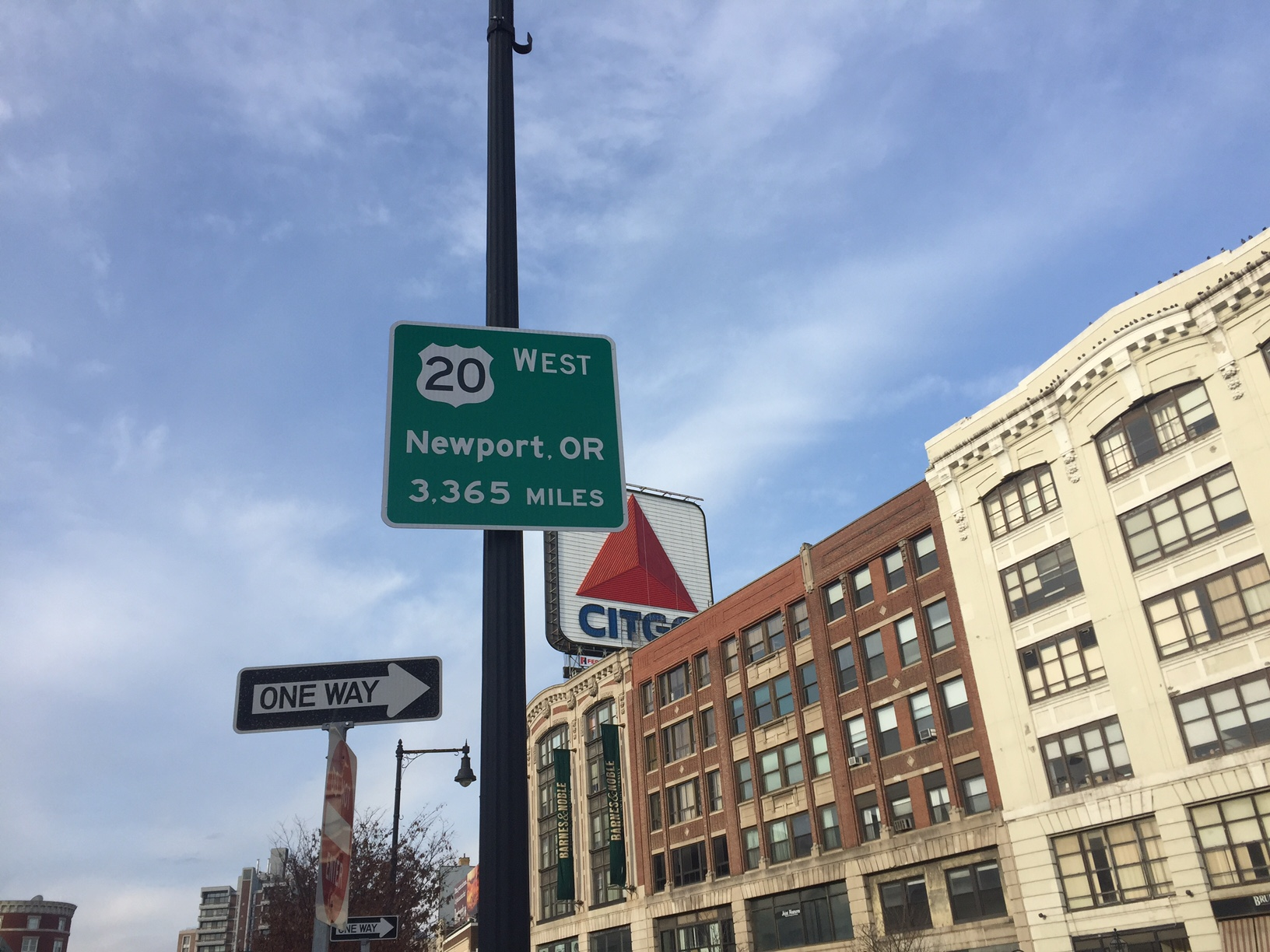
Вказівник автошляху США 20 на Кенмор-сквер, біля знака Бостон Сітго

У Массачусетсі автошлях США 20 пролягає через:
- повіт Беркшир місто Піттсфілд, де до нього приєднується автошлях США 7, й Лі, де перетинається та йде обабіч з Interstate 90,
- повіті Хемпден з перериванням на повіт Хемпшир (місто Хантігтон), й знову повертається до повіту Хемпден з містами Рассел, Вестфілд (перетин зі автошляхом США 202), Спрінгфілд (перетин з міжштатною автомагістраллю 91), Норт-Вілбрахам, Палмер,
- повіт Вустер міста Фіскдейл (перетин з міжштатною автомагістраллю 84), Чарлтон-Сіті, Норт-Оксфорд, Обурн (перетин з міжштатною автомагістраллю 395), Мілбері, Норт-Боро,
- повіт Мідлсекс, де після його межі перетин з міжштатною автомагістраллю 495, після міста Марлборо, Саут-Садбері, Вейланд, Вестон (перетин з міжштатною автомагістраллю 95), Волтам, Вотертаун, Автошлях США 20 прямує за маршрутом старої Бостон-Пост-роад йі проходить повз Вестсайд-Інн, найстаріший безперервно працюючий Інн в Америці у Садбері, що пов'язан з поетом Генрі Лонгфелло. У 1926 році після того як інженери встановили, що великі перевезення вантажних автомобілів на Бостон-Пост-Роуд пошкоджують фундаменти Вестсайд-Інн, тодішній власник Генрі Форд, наказав побудувати 1,5-мильний об'їзд. Після його завершення 11 грудня 1928 року він продав його штату Массачусетс за 1 долар й ніколи не отримав готівку за чеком. За даними Бостон Херальд, об'їзд коштував Форду 288 тисяч доларів.
- повіт Саффолк й далі до Бостона через Олстон та Фенвей — Кенмор. Офіційний східний кінець автошляху США 20 розташовано на площі Кенмор на перехресті Коммонвелс авеню, Бікон-стріт та Бруклін-авеню, де продовження стає штатним шляхом 2, що продовжується на невелику відстань до автошляху США 3
- проходе з півночі на південь, оскільки розділяє проїжджу частину з США <span typeof="mw:Entity" id="mwAbE">&nbsp;</span> 7. Він відомий як «Сходи Якова», коли він перетинає Беркширські пагорби між Лі в графстві Беркшир і Честер у графстві Хампден. Від Честера до Вестфілда, США   20 і залізниця Бостона та Олбані йдуть по річці Вестфілд аж до широкої долини річки Коннектикут.

## Історія
До системи автомобільних шляхів США маршрут у Новій Англії та Нью-Йорку був позначений як Ново-англійський міжштатний маршрут 5 (NE-5), частина системи міждержавних маршрутів Нової Англії, що існувала між 1922 та 1927 роками. Близько 1923 року, від Спрінгфілда до Пітсфілда, NE-5 був відомий як «Сходи Якова» а від Бостона до Олбані — «Хабвей». Коли автошлях США 20 вперше було введено в експлуатацію, воно поглинуло NE-5 повністю.

### Історичний кінець
До 1940 року західна кінцева точка автошляху США 20 була східним входом до Єллостоунського національного парку.

### Історичні маршрути
Між Форт-Доджем та Дуб'юком, маршрут було розширено до чотирьох смуг.

### Історичні назви
- Частка автошляху США 20 на схід від Ілліноя, як правило, йде шляхом Єллоустонської стежки.
- У штаті Массачусетс, автошлях США 20 слідує Бостонською поштовою дорогою у Вейланді та Судбері.
- У штаті Нью-Йорк, частина автошляху США 20 слідує за старою Черрі-Валлі Тюрпайк і досі її називають цим ім'ям у деяких місцях.
- Від Буффало на захід до Клівланда, автошлях США 20 слідує Буффало-Стейдж дорогою.[3]

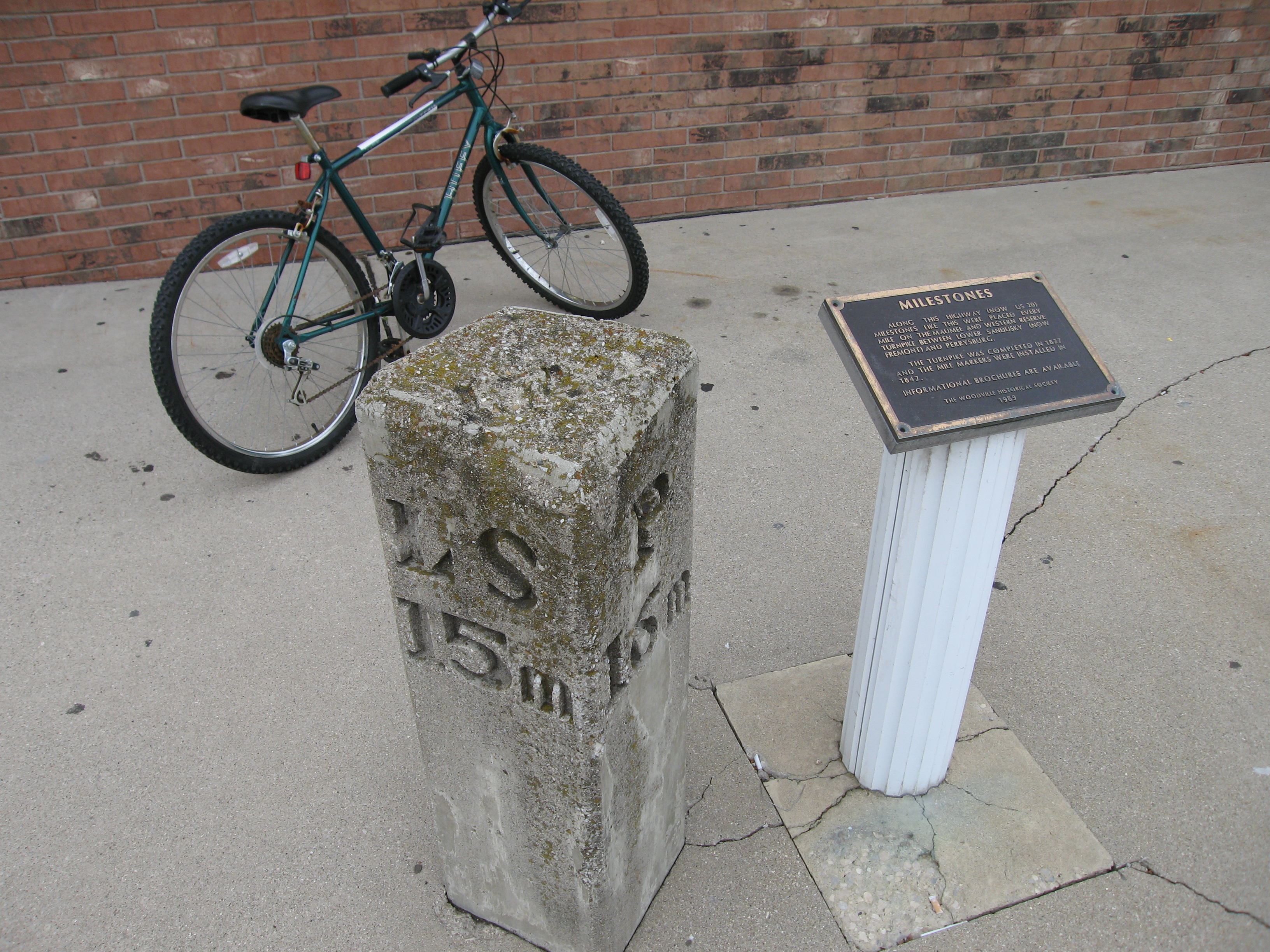
Один з мильних стовпів 1842 року, що відзначає оригінальний Вестерн-Резерв та Маумі Тюрнпайк у Вудвіллі, Огайо.

- Між Фремонтом, Огайо та Перрісбургом, штат Огайо, шлях сягає кінця 1830-х років. Тоді він був відомий як дорога Маумі та Вестерн-Резерв роад. Її призвісько «Багнюкова пика» від слави «найгіршої дороги на континенті» через дири багна у які попадали колеса возів й сповільняло тяглові тварини. Мандрівникі іноді витрачали 3 дні, щоб проїхати 1 милю. Вона досі підписана як Маумі-стріт у Анголі, Індіана.